# Bernd Koberstein
Bernd Koberstein (* 5. März 1952 in Kassel) ist ein deutscher Geistlicher der Neuapostolischen Kirche.

## Leben und Wirken
Bernd Koberstein stammt aus Nordhessen. Nach seiner Ausbildung in der hessischen Finanzverwaltung war er von 1975 bis 2003 in verschiedenen südhessischen Finanzämtern der Oberfinanzdirektion Frankfurt und der Fachhochschule der hessischen Finanzverwaltung tätig. Am 1. November 2003 wechselte er hauptamtlich in den Dienst der Neuapostolischen Kirche (NAK).
2006 wurde er von Stammapostel Wilhelm Leber zum Nachfolger von Heinz Kreuzberger zum Apostel für Südhessen ordiniert. Zuvor war er als Gemeindevorsteher, stellvertretender Bezirksvorsteher und Bischof tätig. Im Oktober 2008 wurde er zum Nachfolger von Hagen Wend als Bezirksapostel und Kirchenpräsident der Neuapostolischen Kirche Hessen/Rheinland-Pfalz/Saarland bestimmt und am 11. Januar 2009 in einem Gottesdienst im Congress Center der Messe Frankfurt in seinem neuen Amt ordiniert. Die Gebietskirche betreut in Deutschland rund 39.000 Mitglieder in 300 Gemeinden. Die Kirchenleitung mit Sitz in Frankfurt am Main ist außerdem für die seelsorgerischen, administrativen und karitativen Aufgaben der Neuapostolischen Kirche in Belgien und Luxemburg, in Griechenland, Zypern, der Türkei, im Libanon sowie anderen Ländern im östlichen Mittelmeerraum und zehn afrikanischen Ländern mit insgesamt rund 1.000.000 Mitgliedern zuständig.
Bernd Koberstein ist seit 1975 mit seiner Frau Claudia verheiratet, hat einen Sohn und eine Tochter. Mit seiner Familie wohnt er im südhessischen Bensheim.
Während einer Pressekonferenz am 27. Januar 2009 in Frankfurt am Main bezeichnete er seine Ordination zum Bezirksapostel als „gravierende Zäsur“ in seinem Leben. Er sagte, er wolle „in Liebe, Demut und persönlicher Bescheidenheit“ seinen Dienst versehen, ein „Bezirksapostel zum Anfassen“ sein und in seelsorgerischer wie in administrativer Hinsicht die Arbeit seines Vorgängers kontinuierlich weiterführen.
Über die Schwerpunkte seiner künftigen Arbeit sagte er, dass er die Voraussetzungen für lebensfähige und lebendige Gemeinden erhalten wolle, in die sich die Gemeindemitglieder mit ihren Gaben einbringen könnten. Ferner gelte es, „das Zeugnis von Jesus Christus auch zukünftig durch Mission und Öffentlichkeitsarbeit zu verbreiten“ und „im ökumenischen Miteinander vorhandene positive Ansätze zu vertiefen und auftretende Schwierigkeiten geduldig zu überwinden“. Weitere Aufgaben stellten sich aufgrund von regionalen Erfordernissen. Er denke dabei an humanitäre Projekte insbesondere in Afrika wie den Bau von Brunnen in der Sahelzone oder im Kampf gegen die Immunschwächekrankheit Aids.